# Peter Wolf
Peter Wolf (El Bronx, Nueva York; 7 de marzo de 1946) es un músico estadounidense conocido por ser el vocalista principal de The J. Geils Band de 1967 a 1983 y por ser un exitoso artista en solitario.

## Primeros años y educación
Peter Wolf nació como Peter W. Blankfield el 7 de marzo de 1946 en El Bronx, Nueva York. Asistió a la High School of Music & Art, situada en el oeste de Harlem, cerca del Teatro Apollo. Acudía con frecuencia al Apollo y vio a muchos de los famosos artistas de soul, rhythm & blues y góspel que le influyeron.
Se trasladó a Boston, Massachusetts, para asistir con una beca a la Escuela del Museo de Bellas Artes de Tufts, donde estudió pintura. Su primer compañero de habitación fue el director de cine David Lynch.

## Carrera inicial
En 1964, Wolf y sus compañeros de estudios Paul Shapiro (guitarra), Doug Slade (guitarra), Joe Clark (bajo) y Stephen Jo Bladd (batería) formaron un grupo llamado The Hallucinations. Actuaron en clubes nocturnos del área de la Zona de Combate de Boston y desarrollaron un gran número de seguidores como una de las primeras bandas en tocar en el Boston Tea Party. Durante este periodo, aparecieron en proyectos con The Velvet Underground, Howlin' Wolf, Muddy Waters, Van Morrison (que se hizo amigo de Wolf mientras residía en la cercana Cambridge, Massachusetts), John Lee Hooker y Sun Ra.
Durante el tiempo que actuó con los Hallucinations, se le pidió a Wolf que ayudara a fundar la emisora de radio de Boston WBCN y se convirtió en su primer pinchadiscos nocturno, creando el apodo de "Woofa Goofa" como su personalidad al aire. Su programa se convirtió en un popular programa nocturno en el que entrevistaba a muchos de los conocidos artistas de rock, blues y jazz que pasaban por Boston a finales de la década de 1960.
En 1967, Wolf y Bladd se unieron a la J. Geils Band. Wolf y el teclista Seth Justman fueron los responsables de la mayoría de las composiciones de la banda. Durante los primeros días de la MTV, la banda disfrutó de una gran difusión de sus videos "Centerfold" y "Love Stinks". Hicieron giras en estadios con The Rolling Stones y otros grupos. Tras el éxito de "Freeze Frame", los demás miembros de la banda querían llevarla en una nueva dirección musicalmente pop, pero Wolf quería seguir con una dirección más basada en las raíces, por lo que se le pidió que se marchara en 1983. En los años siguientes, la banda ha sido nominada cinco veces al Salón de la Fama del Rock and Roll.

## Trabajo en solitario
El primer disco en solitario de Wolf, Lights Out (1984), fue producido por Michael Jonzun, de Jonzun Crew, y contó con la participación de Adrian Belew, G. E. Smith, Elliot Randall, Yogi Horton, Mick Jagger, Elliot Easton y Maurice Starr. El sencillo "Lights Out", escrito con Don Covay, se convirtió en un éxito ese mismo año, alcanzando el número 12 en el Billboard Hot 100.
En 1985, Wolf hizo un dúo con Aretha Franklin en el tema "Push" de su álbum Who's Zoomin' Who? y también apareció en la canción de Artists United Against Apartheid, "Sun City".
En 1987, Wolf publicó su segundo álbum en solitario, Come as You Are, cuya canción principal le proporcionó otro éxito entre los 15 primeros puestos de la lista de éxitos del pop y un número uno en la Mainstream Rock Chart. Un sencillo posterior titulado "Can't Get Started" también tuvo una amplia difusión en la radio.
Su álbum Long Line (1996) y Fool's Parade (1998) iniciaron su colaboración con el cantante y compositor Kenny White como productor. Sleepless (2002) contó con apariciones de Mick Jagger y Keith Richards y fue elogiado por Rolling Stone. como uno de los 500 mejores álbumes de todos los tiempos. Wolf ha colaborado con Angelo Petraglia y con su compañero de composición Will Jennings.
El álbum de Wolf de 2010, Midnight Souvenirs, ganó el premio al Álbum del Año en los Boston Music Awards. En el álbum, Wolf hizo duetos con Shelby Lynne, Neko Case y Merle Haggard.
Wolf incluyó a Jackie Wilson y a la Paul Butterfield Blues Band en el Salón de la Fama del Rock and Roll.
Su octavo álbum en solitario, A Cure for Loneliness, se publicó en abril de 2016.

### Vida personal
Wolf se casó con la actriz Faye Dunaway en 1974. Se divorció en 1979.